# Triacylglycérol-lipase
La triacylglycérol-lipase est une enzyme qui catalyse la réaction suivante : triglycéride + H2O = 3 acides gras + glycérol.
Cette enzyme est responsable de la lipolyse : elle est présente notamment dans les adipocytes et est activée par le glucagon ou l'adrénaline afin de libérer des acides gras dans le sang en cas de jeûne. On l'appelle pour cette raison la lipase hormono-dépendante.